# Julija Skokova
Julija Igorevna Skokova (ryska: Юлия Игоревна Скокова), född den 1 december 1982 i Sverdlovsk oblast, Ryska SFSR, Sovjetunionen, är en rysk skridskoåkare.
Hon tog OS-brons i damernas lagtempo i samband med de olympiska skridskotävlingarna 2014 i Sotji.
I februari 2014 erhöll hon Fäderneslandets förtjänstordens medalj av andra klassen.